# 136100 Angelamisiano
136100 Angelamisiano è un asteroide della fascia principale esterna. Scoperto nel 2003, presenta un'orbita caratterizzata da un semiasse maggiore pari a 3,361023 UA e da un'eccentricità di 0,069093, inclinata di 2,398619° rispetto all'eclittica. Ha un diametro di 6,005 km e un'albedo di 0,054.
È dedicato ad Angela Misiano, docente universitaria di fisica.